# Rhyacophila bosnica
Rhyacophila bosnica là một loài Trichoptera trong họ Rhyacophilidae. Chúng phân bố ở miền Cổ bắc.